# Beckerina dactylata
Beckerina dactylata är en tvåvingeart som beskrevs av Borgmeier 1969. Beckerina dactylata ingår i släktet Beckerina och familjen puckelflugor. Inga underarter finns listade i Catalogue of Life.